# Поль Лафарг
Лафарг Поль (фр. Paul Lafargue, нар. 15 січня 1842 — пом. 26 листопада 1911) — французький політичний діяч, марксист, зять Карла Маркса, чоловік Лаури Маркс.
Народився в місті Сантьяго-де-Куба в родині крамаря. Вчинив самогубство 26 листопада 1911 в Парижі разом зі своєю дружиною Лаурою.
Автор праць з філософії, політекономії, мовознавства та літературознавства.
За мотивами його памфлету створено стрічку «Проданий апетит» (1928).

## Вшанування пам'яті
Вулиця Поля Лафарга існує у французьких містах Ланс, Лілль, Лосс, Монтрей, Нуазі-ле-Гран, Салломін, Тулуж, Шампіньї-сюр-Марн.
У місті Дніпро вулицю Лафарга перейменували на вулицю Генерала Радієвського.
До 2024 року у місті Кривий Ріг існувала вулиця Лафарга. Вулицю Лафарга перейменували на вулицю Гербову.
У місті Харків вулицю Лафарга перейменували на вулицю Каунаську.